# Warburgiella cupressinoides
Warburgiella cupressinoides là một loài rêu trong họ Sematophyllaceae. Loài này được Müll. Hal. ex Broth. mô tả khoa học đầu tiên năm 1900.